# Hesperoctenes eumops
Hesperoctenes eumops är en insektsart som beskrevs av Ferris och Robert L. Usinger 1939. Hesperoctenes eumops ingår i släktet Hesperoctenes och familjen Polyctenidae. Inga underarter finns listade i Catalogue of Life.